# Huta Stara (Kresy Wschodnie)
Huta Stara – nieistniejąca wieś na Wołyniu, w dzisiejszym rejonie bereźneńskim obwodu rówieńskiego na Ukrainie.

## Historia
Wieś Stara Huta należała do najstarszych polskich osad puszczańskich na tzw. Zasłuczu i powstała prawdopodobnie w XVIII w.
Nazwa „Huta” pochodziła zazwyczaj od miejsca, w którym wytapiano kiedyś żelazo z miejscowych rud darniowych (bagiennych, torfowych) w prymitywnych dymarkach, karczując lasy, produkując smołę i potasz (popiół).
W zapisach ksiąg metrykalnych z XIX w. występuje jako Huta Sieliska w parafii Niewirków, gminie Międzyrzecz (Meżyrycz), powiat Równe, gubernia wołyńska. Po I wojnie światowej włączona do nowo powstałej gminy Ludwipol w powiecie kostopolskim. Według spisu ludności z 30.09.1921 r. występuje jako wieś Huta Stara, gdzie było 66 zagród z 432 mieszkańcami, z tego 423 Polaków.
W czasach II Rzeczpospolitej wieś leżała w gminie Ludwipol powiatu kostopolskiego. Od 1921 r. w Hucie istniała 4-klasowa szkoła podstawowa, a wieś ta była znana jako ośrodek kultury polskiej na Zasłuczu. W skład Huty Starej wchodziły przysiółki: Stara Huta Lewandówka 34 domy, Stara Huta Kolonia 29 domów, Stara Huta Zarzecze 24 domy, Stara Huta Bogudzięka 47 domów.
Obecnie na terenie byłej wsi (na wzgórku Ludwipol–Moczulanka) znajdują się tylko ledwo widoczne pozostałości fundamentów kościoła pw. NMP Częstochowskiej o konstrukcji drewnianej, wybudowanego ok. 1935 roku. Od 1921 r. Huta Stara należała do parafii w Ludwipolu, a od 1935 r. do 1945 r. jako samodzielna parafia rzymskokatolicka.
W czasie okupacji niemieckiej mieszkająca tutaj polska rodzina Węgłowskich udzielała pomocy Żydom. W latach 1987–1988 Instytut Jad Waszem uhonorował za to tytułami Sprawiedliwych wśród Narodów Świata Franciszka (Antoniego) Węgłowskiego, Stanisławę Węgłowską-Klepuszewską z d. Banach, Floriana, Marię i Stanisława Węgłowskich oraz Helenę Szachniewicz z d. Węgłowską.
Od 1943 r. aż do wysiedleń we wsi istniała samoobrona polskich mieszkańców wchodząca w skład rejonu obronnego Huty Starej.
16 listopada 1943 r. rozegrała się w jej rejonie bitwa z oddziałami UPA, które postanowiły rozprawić się ze znajdującymi się w tym rejonie tysiącami Polaków (w dużej części uciekinierami z innych miejscowości polskich pacyfikowanych przez oddziały banderowskie). Członkowie samoobrony przy pomocy oddziału AK „Bomby-Wujka” Kochańskiego, oraz oddziałów partyzantki radzieckiej zadały napastnikom duże straty, doprowadzając do klęski banderowców.
W lipcu 1945 r. zgromadzona w tym rejonie polska ludność została wysiedlona w większości na Dolny Śląsk. Po 1945 r. opuszczona przez Polaków osada została zniszczona. Kościół został rozebrany przez władze sowieckie, a materiał użyty do odbudowy zniszczonego przez Niemców Ludwipola.